# 심야의 부르스
"심야의 부르스"는 한국에서 제작된 노필 감독의 1960년 영화이다. 김진규 등이 주연으로 출연하였고 황영빈 등이 제작에 참여하였다.

## 출연

### 주연
- 김진규
- 문정숙
- 최무룡

## 기타
- 조명: 고해진
- 미술: 이봉선